# پل آجی‌چای
پل آجی‌چای یکی از پل‌های تاریخی شهر تبریز است. این پل مربوط به دوره صفوی - دوره قاجار است و در تبریز، ضلع شمالی میدان آذربایجان در پیوستگی فرودگاه تبریز و در بلوار خلبان، برروی رودخانهٔ تلخه‌رود (آجی‌چای) واقع شده‌است. این اثر در تاریخ ۱ آذر ۱۳۷۸ با شمارهٔ ثبت ۲۵۱۶ به‌عنوان یکی از آثار ملی ایران به ثبت رسیده‌است.
پل آجی‌چای دارای ۱۶ دهنه بوده و درازای آن ۱۰۵ متر و پهنای این پل تاریخی ۵ متر است. به جز سه دهنه که طاقی هلالی دارند، بقیه دارای طاق جناغی است. معماری پل یکدست نیست. این پل به علت طغیان رودخانه و جنگ‌های منطقه‌ای بارها صدمه دیده و مرمت شده‌است.
شهرداری تبریز طرح ساخت دریاچه مصنوعی را در دست کار دارد و در کنار ساخت این دریاچه، پل آجی‌چای نیز مورد نورپردازی قرار خواهد گرفت.

## تاریخچه
پل آجی چای از قدیمی‌ترین پل‌های شهر تبریز است و در زمان صفویه ساخته شده و در زمان ولیعهدی عباس میرزا توسط حاج سید حسین تاجر معروف به تبریزی تعمیر شده‌است. این پل تاریخی یک بار دیگر در دهه ۱۳۸۰ خورشیدی مورد بازسازی اساسی قرار گرفت.
نام این پل اولین بار در متون صفویه و در زمان شاه اسماعیل اول در سفرنامه ونیزیان ثبت شده‌است. این پل تا دهه چهل ارتباط بین دو طرف را برقرار می‌کرده‌است. بعدها پل دیگری در نزدیکی آن ساخته شده‌است.
فرتور مندرج در این برگه مربوط به پل ونیار است که همچون پل آجی چای بروی رودخانه تلخه رود واقع شده بود؛ اما این پل سه دهنه تاریخی (ونیار) به دلیل ساختن سد مدنی در منتهی‌الیه شمال شرقی تبریز در بهار سال ۱۳۹۲ به دست کارگران شهرداری تبریز به‌طور کل برچیده شد.